# 백조의 노래 (영화)
《백조의 노래》(Swan Song)는 영국에서 제작된 케네스 브래너 감독의 1992년 영화이다. 존 길구드 등이 주연으로 출연하였고 데이비드 파핏 등이 제작에 참여하였다.

## 출연

### 주연
- 존 길구드
- 리처드 브라이어스

## 기타
- 원작자: 안톤 체호프
- 미술: 버니 크리스티
- 의상: Susan Coates
- 의상: 스테파니 콜리